# Mistrzostwa USA Strongman 2009
Mistrzostwa USA Strongman 2009 – doroczne, indywidualne zawody amerykańskich
siłaczy.
Data: 25, 26 lipca 2009 r.

Miejsce: Morgantown (Wirginia Zachodnia)  Stany Zjednoczone

WYNIKI ZAWODÓW:
| Miejsce | Zawodnik          | Punkty |
| ------- | ----------------- | ------ |
| 1.      | Derek Poundstone  | 127    |
| 2.      | Travis Ortmayer   | 117    |
| 3.      | Andy Vincent      | 99,5   |
| 4.      | Van Hatfield      | 96     |
| 5.      | Marshall White    | 86,5   |
| 6.      | Brad Dunn         | 79,5   |
| 7.      | Carl Foemmel      | 77     |
| 8.      | David Hansen      | 76,5   |
| 9.      | Tamás Malatinszky | 70     |
| 10.     | Johnathon Conner  | 65,5   |
| 11.     | Scott Weech       | 64     |
| 12.     | Rob Meulenberg    | 59     |
| 13.     | Matt Dawson       | 55,5   |
| 14.     | Nick Courtad      | 48,5   |
| 15.     | Warrick Brant     | 47,5   |
| 16.     | Jason Davidson    | 18     |
| 17.     | Matt Wanat        | 6      |